# Улуру
Улуру или Ерс рок  (енгл. Ayers Rock, IPA:  је пешчана стена у Северној територији у централној Аустралији, 450 km од Алис Спрингса. Стена се уздиже из суве равнице, а настала је од пешчаних наноса које је ветар вековима доносио. Улуру представља свето место за Абориџине, аустралијске домороце. Његова црвена боја мења се под дејством Сунца током читавог дана. Данас Улуру представља један од многобројних националних симбола Аустралије.